# Arquidiócesis de Zadar
La arquidiócesis de Zadar (en latín: Archidioecesis Iadren(sis) y en croata: Zadarska nadbiskupija) es una circunscripción eclesiástica latina de la Iglesia católica en Croacia, inmediatamente sujeta a la Santa Sede. La arquidiócesis tiene al arzobispo Želimir Puljić como su ordinario desde el 15 de marzo de 2010. 

## Territorio y organización

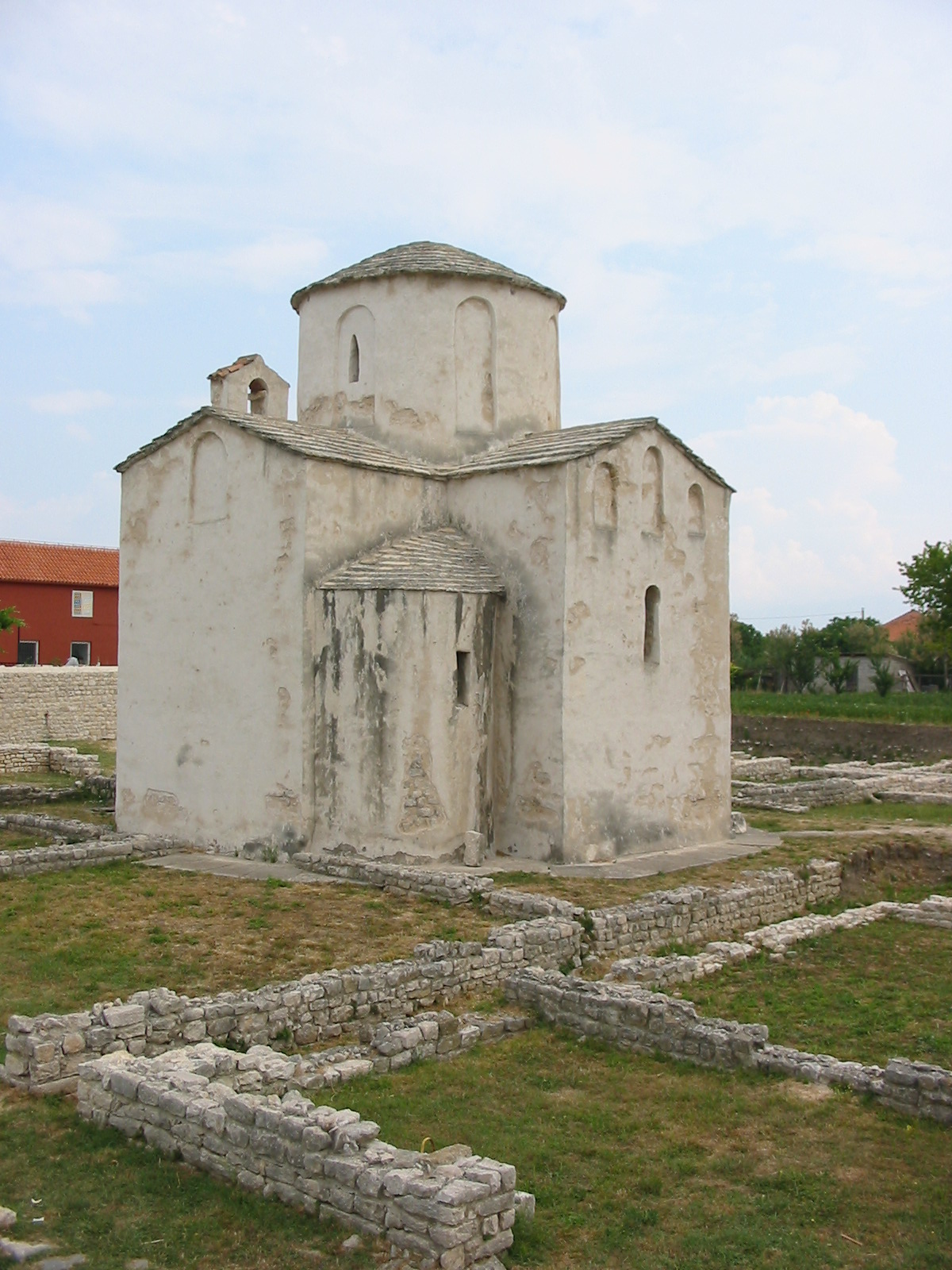
Iglesia de la Santa Cruz, antigua catedral de Nin

La arquidiócesis tiene 3009 km² y extiende su jurisdicción sobre los fieles católicos de rito latino residentes en parte de Dalmacia.
La sede de la arquidiócesis se encuentra en la ciudad de Zadar, en donde se halla la Catedral de Santa Anastasia.
En 2020 en la arquidiócesis existían 117 parroquias.

## Historia
Los orígenes de la diócesis de Diodora (antiguo nombre de Zadar) son inciertos. La tradición cuenta que fueron Lucas, Pablo y el discípulo Tito quienes evangelizaron Dalmacia. Otras tradiciones no documentadas afirman que el primer obispo fue Donato, que murió mártir durante las persecuciones, y que Carlo Federico Bianchi, en su Zara cristiana, confunde con el epónimo obispo de Eurea de Epiro.
El primer obispo históricamente documentado es Felice, que presidió el Concilio de Aquilea en 381 y estuvo presente en el Concilio de Milán en 390. La diócesis era sufragánea de la arquidiócesis de Salona, como lo atestigua la presencia del obispo Andrea en los sínodos provinciales de 530 y 533.
En el siglo VII la región fue invadida por las tribus eslavas y luego conquistada por los croatas que fundaron allí su reino. Salona (nombre en italiano de Solin) fue destruida por ávaros y eslavos, por lo que Zadar (llamada en italiano Zara) pasó a ser la capital de la provincia romana de Dalmacia. Los derechos metropolitanos fueron transferidos a Spalato (nombre en italiano de Split), la nueva sede metropolitana de Dalmacia, de la que Zadar era sufragánea. Sin embargo, algunas ciudades costeras, incluida Zadar en 812, fueron conquistadas por los bizantinos, que las mantuvieron hasta las primeras décadas del siglo X. En este período destacó el obispo Donato, venerado como santo en Zadar, que trató de reconciliar la Iglesia occidental con la oriental; de uno de sus viajes a Constantinopla llevó las reliquias de Anastasia de Sirmio a Zadar, de quien tomó el nombre la catedral de Zadar.
En 998 Zadar se puso bajo protectorado de la República de Venecia, siendo disputada con el Reino de Hungría, que la ocupó desde 1105 hasta 1111 cuando volvió a ser veneciana. En este período se construyó la nueva catedral de Santa Anastasia.
Hacia mediados del siglo XI Zadar cedió una parte de su territorio para la erección de la diócesis de Zaravecchia, ciudad erigida como sede por el rey Petar Krešimir IV de Croacia y llamada hoy Biograd na Moru en croata. Sin embargo, cuando la ciudad fue destruida por los venecianos en 1126, la mayor parte de su territorio volvió a Zadar, aunque la diócesis no fue suprimida, sino que trasladada a Scardona (llamada Skradin en croata).
Zadar volvió a formar parte de Hungría en 1154. Con la bula Licet universalis del 17 de octubre de 1154 la diócesis fue elevada al rango de arquidiócesis metropolitana y desde 1155 subordinada al patriarcado de Grado, nombrado primado de Dalmacia por el papa Adriano IV. La provincia eclesiástica de Zadar incluía 3 diócesis: Ossero (Oser), Arbe (Rab) y Veglia (Krk). Inicialmente, la diócesis de Lesina (Hvar) también pertenecía a la provincia eclesiástica de Zadar, pero ya en 1180, tras las disputas entre los obispos de Lesina y los arzobispos de Zadar, se convirtió en sufragánea de Spalato tras un arbitraje realizado por el legado papal Teobaldo. Venecia dominó nuevamente Zadar de 1160 a 1183. 
En 1202 el dux de Venecia Enrico Dandolo, durante la cuarta cruzada, desvió sus ejércitos a Zadar, que conquistó a los húngaros tras un sangriento sitio, dejando muerte y destrucción. Esto suscitó la dura reacción del papa Inocencio III, quien escribió una carta de reproche al dux y lo amedrentó con la excomunión por haber atacado y destruido una ciudad cristiana, además de que el rey de Hungría había manifestado su intención de unirse a la cruzada. Posteriormente se reconstruyó la catedral, antes dedicada a san Pedro y desde entonces a santa Anastasia, que fue consagrada el 27 de mayo de 1285.
En 1358 Zadar volvió a ser parte de Hungría y en 1409 regresó a serlo de Venecia. En el siglo XVI el interior de la región balcánica y el entorno croata pasaron al Imperio otomano y la ciudad se convirtió en una plaza fuerte veneciana y capital de sus posesiones en la costa dálmata. La ciudad se fue eslavizando a medida que llegaban refugiados que huían de los otomanos.
El arzobispo Bernardo Florio fundó el seminario para la formación teológica de los sacerdotes, que se inauguró en 1656. En 1748 se abrió un segundo seminario para la formación de los sacerdotes en lengua eslava, buscado por el arzobispo Vicko Zmajević (1713-1745), quien murió antes de ver realizado su proyecto. El primer seminario se cerró en 1797, mientras que el seminario de Zmajević duró hasta 1821, cuando fue reemplazado en 1826 por un seminario único para toda Dalmacia.
Tras la ocupación francesa de Venecia en 1797, por el Tratado de Campo Formio Zadar pasó a Austroia y fue incorporada al Reino napoleónico de Italia (1805-1809) y luego a las Provincias Ilirias, bajo administración francesa de 1810 hasta 1813, cuando pasó nuevamente a Austria. 
El 30 de julio de 1828, con la bula Locum beati Petri del papa León XII, se revisaron por completo las circunscripciones eclesiásticas de Dalmacia e Istria. A instancias del Gobierno austríaco, Zadar se convirtió en la única sede metropolitana de toda Dalmacia, y su provincia eclesiástica incluía las diócesis de Split-Makarska, Ragusa, Šibenik, Kotor y Lesina. Con la misma bula se suprimió la diócesis de Nin y su territorio fue anexado por la arquidiócesis de Zadar. Las antiguas diócesis de Ossero y Arbe, que formaban parte de la provincia eclesiástica de Zadar, también fueron suprimidas y unidas a la diócesis de Veglia, que se convirtió en sufragánea de Gorizia.
Tras los cambios geopolíticos que se sucedieron después de la Primera Guerra Mundial, en la que la ciudad de Zadar se convirtió en parte integrante del Reino de Italia por el Tratado de Rapallo de 1920, la arquidiócesis permaneció vacante durante más de 10 años. En 1922 la Santa Sede nombró dos administradores apostólicos, uno para la parte italiana de la arquidiócesis (la provincia de Zara) y otro para la parte yugoslava.
El 1 de agosto de 1932, mediante la bula Pastorale munus del papa Pío XI, la provincia eclesiástica de Zadar fue suprimida y la arquidiócesis perdió el rango de sede metropolitana, convirtiéndose en arquidiócesis inmediatamente sujeta a la Santa Sede. Además, el territorio de la arquidiócesis se limitaba únicamente a las posesiones italianas de la región, es decir, la provincia de Zara, que incluía la ciudad de Zadar y las islas de Cres y Lošinj, anteriormente pertenecientes a la diócesis de Krk, y la isla de Lastovo, que anteriormente pertenecía a la diócesis de Ragusa. Los demás territorios de la arquidiócesis de Zadar en territorio yugoslavo fueron cedidos en administración a los obispos de Šibenik.
El 31 de octubre de 1944 Zadar fue ocupada por los partisanos yugoslavos y anexada a la Yugoslavia comunista. Entre 1945 y 1947 la población de origen italiano fue exiliada y sus propiedades confiscadas casi en su totalidad. El 1 de marzo de 1948 se restablecieron los límites de la diócesis a la situación anterior a los cambios territoriales de 1932.
El 6 de enero de 1963, en virtud del decreto In Dalmatiae de la Congregación para los Obispos, las islas de Cres, Lošinj, Unije, Vele Srakane, Male Srakane, Susak y Ilovik fueron transferidas de la arquidiócesis de Zadar a la diócesis de Krk.
El 25 de junio de 1991 Croacia se declaró independiente de Yugoslavia y fuerzas serbias sitiaron la ciudad hasta 1993.

## Estadísticas
De acuerdo al Anuario Pontificio 2021 la arquidiócesis tenía a fines de 2020 un total de 165 843 fieles bautizados.
| Año                                                                             | Población            | Población | Población      | Sacerdotes | Sacerdotes    | Sacerdotes    | Bautizados por sacerdote | Diáconos permanentes | Religiosos | Religiosos | Parroquias |
| Año                                                                             | Bautizados católicos | Total     | % de católicos | Total      | Clero secular | Clero regular | Bautizados por sacerdote | Diáconos permanentes | Varones    | Mujeres    | Parroquias |
| ------------------------------------------------------------------------------- | -------------------- | --------- | -------------- | ---------- | ------------- | ------------- | ------------------------ | -------------------- | ---------- | ---------- | ---------- |
| 1948                                                                            | 35 200               | 36 000    | 97.8           | 67         | 51            | 16            | 525                      |                      | 21         | 37         | 31         |
| 1970                                                                            | 166 251              | 192 512   | 86.4           | 108        | 81            | 27            | 1539                     |                      | 33         | 155        | 107        |
| 1980                                                                            | 144 700              | 187 000   | 77.4           | 105        | 75            | 30            | 1378                     |                      | 37         | 178        | 112        |
| 1990                                                                            | 145 000              | 188 000   | 77.1           | 95         | 62            | 33            | 1526                     |                      | 39         | 183        | 112        |
| 1999                                                                            | 155 500              | 160 000   | 97.2           | 106        | 72            | 34            | 1466                     |                      | 39         | 148        | 116        |
| 2000                                                                            | 155 500              | 164 310   | 94.6           | 107        | 76            | 31            | 1453                     |                      | 35         | 148        | 116        |
| 2001                                                                            | 158 215              | 164 310   | 96.3           | 110        | 75            | 35            | 1438                     |                      | 41         | 144        | 117        |
| 2002                                                                            | 155 559              | 164 965   | 94.3           | 103        | 72            | 31            | 1510                     |                      | 36         | 139        | 117        |
| 2003                                                                            | 157 235              | 166 641   | 94.4           | 112        | 77            | 35            | 1403                     |                      | 39         | 142        | 117        |
| 2004                                                                            | 158 344              | 164 160   | 96.5           | 103        | 76            | 27            | 1537                     |                      | 34         | 143        | 117        |
| 2010                                                                            | 160 964              | 167 064   | 96.3           | 127        | 89            | 38            | 1267                     |                      | 41         | 143        | 117        |
| 2014                                                                            | 161 751              | 169 074   | 95.7           | 117        | 79            | 38            | 1382                     |                      | 40         | 138        | 117        |
| 2017                                                                            | 166 058              | 170 580   | 97.3           | 115        | 75            | 40            | 1443                     |                      | 40         | 136        | 117        |
| 2020                                                                            | 165 843              | 169 530   | 97.8           | 114        | 74            | 40            | 1454                     |                      | 40         | 127        | 117        |
| Fuente: Catholic-Hierarchy, que a su vez toma los datos del Anuario Pontificio. |                      |           |                |            |               |               |                          |                      |            |            |            |

## Episcopologio
- San Felice † (antes de 381-después de 390)
- Andrea I † (antes de 530-después de 533)
- Sabiniano † (antes de 593-después de 598)
- San Donato † (circa 801-después de 806)
- Vitale † (mencionado en 879)
- Firmino † (antes de 925-después de 928)
- Basilio † (mencionado en 969)
- Anastasio † (antes de 978-después de 981)
- Andrea II † (antes de 1029-después de 1036)
- Pietro I † (antes de 1044-después de 1045)
- Andrea III † (antes de 1056-después de 1059)
- Stefano I † (mencionado en 1066)
- Andrea IV † (antes de 1072-1073)
- Stefano II † (1073-circa 1090 falleció)
- Andrea V † (1091-después de 1094)
- Gregorio † (circa 1101-1111)
- Marco † (1111-circa 1124 falleció)
- Micha † (circa 1124-circa 1136/1137 falleció)
- Pietro II † (mencionado en 1138)
- Lampridio † (1141/1154-1178 falleció)
- Teobaldo Balbi, O.S.B. † (1178-1181)
- Damjan † (1183-circa 1186/1187)
- Petar † (1187-1197)
- Nikola Manzavin † (1198-1202)
- Leonard † (1208-1218)
- Giovanni Venier † (1218-1238)
- Toma † (8 de mayo de 1238-1238)
- Domenico Franco † (1239-1245)
- Lovro Periandar (Perijander) † (1245-1287 falleció)
- Andrea Gussoni † (1287-1290)
- Giovanni da Anagni, O.F.M. † (12 de febrero de 1291-17 de junio de 1297 nombrado arzobispo de Trani)
- Enrico da Todi, O.F.M. † (18 de junio de 1297-1299 falleció)
- Jacopo da Foligno, O.F.M. † (15 de junio de 1299-1312 falleció)
- Niccolò da Sezze, O.P. † (13 de julio de 1312-1320 falleció)
- Ivan Butovan † (28 de abril de 1322-6 de abril de 1333 falleció)
- Nicola Matafari † (10 de septiembre de 1333-1367 falleció)
- Domenico, O.P. † (27 de septiembre de 1368-23 de enero de 1376 nombrado obispo de Bosnia)
- Pietro Matafari † (5 de mayo de 1376-1400 falleció)
- Luca Vagnozzi † (28 de julio de 1400-1419 o 1420 falleció)
- Biagio Molin † (4 de marzo de 1420-17 de octubre de 1427 nombrado patriarca de Grado)
- Lorenzo Venier † (19 de enero de 1428-1449 falleció)
- Polidoro Foscari † (5 de noviembre de 1449-1450 falleció)
- Maffeo Valaresso † (1 de julio de 1450-1494 falleció)
- Giovanni Robobello † (19 de diciembre de 1494-1503 falleció)
- Alvise Cippico † (11 de diciembre de 1503-1504 falleció)
- Giovanni Cippico † (6 de marzo de 1504-1505 falleció)
- Francesco Pesaro † (18 de abril de 1505-19 de diciembre de 1530 nombrado patriarca titular de  Constantinopla)
  - Egidio da Viterbo, O.E.S.A. † (19 de diciembre de 1530-12 de noviembre de 1532 falleció) (administrador apostólico)
- Cornelio Pesaro † (10 de noviembre de 1533-1554 falleció)
- Alvise Cornaro † (25 de junio de 1554-17 de julio de 1555 renunció)
- Muzio Calini † (17 de julio de 1555-12 de julio de 1566 nombrado obispo de Terni)
- Alvise Cornaro † (1566-1567 renunció) (por segunda vez)
- Andrea Minucci † (5 de diciembre de 1567-1572 falleció)
  - Marco Loredan † (16 de noviembre de 1573-25 de junio de 1577 falleció) (administrador apostólico)
- Natale Venier † (13 de noviembre de 1577-25 de diciembre de 1588 falleció)
- Marcantonio Venier † (25 de abril de 1589-27 de febrero de 1592 falleció)
- Alvise Barozzi † (3 de abril de 1592-2 de mayo de 1592 falleció)
- Alvise Molin † (6 de noviembre de 1592-3 de noviembre de 1595 nombrado arzobispo a título personal de Treviso)
- Minuccio Minucci † (7 de febrero de 1596-7 de marzo de 1604 falleció)
- Vittorio Ragazzoni † (25 de junio de 1604-1615 falleció)
- Luca Stella † (16 de noviembre de 1615-4 de diciembre de 1623 nombrado arzobispo de Creta)
- Ottaviano Garzadori † (11 de marzo de 1624-1639 renunció)
- Benedetto Cappello † (11 de julio de 1639-21 de octubre de 1641 nombrado arzobispo a título personal de Concordia)
- Bernardo Florio, O.Cruc. † (28 de abril de 1642-14 de febrero de 1656 falleció)
- Teodoro Balbo † (18 de septiembre de 1656-19 de mayo de 1669 falleció)
- Giovanni Evangelista Parzaghi, O.F.M. † (19 de agosto de 1669-24 de agosto de 1688 falleció)
- Vittorio Priuli, C.R.L. † (20 de diciembre de 1688-5 de noviembre de 1712 falleció)
- Vicko Zmajević † (27 de marzo de 1713-12 de septiembre de 1745 falleció)
- Mate Karaman † (22 de noviembre de 1745-7 de mayo de 1771 falleció)
- Michele Triali † (23 de septiembre de 1771-13 de enero de 1774 falleció)
- Giovanni Carsana † (6 de junio de 1774-de enero de 1801 falleció)
- Giuseppe Gregorio Scotti † (24 de agosto de 1807-1 de enero de 1817 falleció)
- Josip Franjo de Paola Novak † (27 de septiembre de 1822-20 de marzo de 1842 renunció[13])
- Giuseppe Godeassi † (22 de junio de 1843-5 de septiembre de 1861 falleció)
- Pietro Doimo Maupas † (21 de mayo de 1862-8 de marzo de 1891 falleció)
- Grgur Rajčević † (17 de noviembre de 1891-27 de octubre de 1899 falleció)
- Mate Dujam Dvornik † (4 de septiembre de 1901-1910 renunció)
- Vinko Pulišić † (16 de junio de 1910-2 de abril de 1922 renunció[14])
  - Sede vacante (1922-1933)
- Pietro Doimo Munzani † (16 de marzo de 1933-11 de diciembre de 1948 renunció[15])
  - Sede vacante (1948-1960)
- Mate Garković † (24 de diciembre de 1960-26 de mayo de 1968 falleció)
- Marijan Oblak † (20 de agosto de 1969-2 de febrero de 1996 retirado)
- Ivan Prenđa † (2 de febrero de 1996 por sucesión-25 de enero de 2010 falleció)
- Želimir Puljić, desde el 15 de marzo de 2010